# デブゴンの太閤記
『デブゴンの太閤記』（原題：臭頭小子、英題：Filthy Guy）は、1978年の台湾映画。サモ・ハン・キンポー主演。

## 解説
本作は、台湾で制作された作品である。しかしながら、出演陣も香港で活躍した俳優も多く、また、サモ・ハンのこれまでのキャラクターを生かし、コメディーとカンフーの違和感のない仕上がりになっている。 
物語は、史実の人物、中国の明朝の創始者であり、初代皇帝である朱元璋の、貧しい農家の生まれから皇帝になるまでを、コミカルに描いている。
日本では1985年に、テレビ東京の20:00～21:55のスペシャル枠にて、『燃えよデブゴン 出世拳』の邦題でテレビ放映された。フジテレビがゴールデン洋画劇場枠で、サモ・ハン・キンポーの出演作品を燃えよデブゴン・シリーズとして随時放映し、人気を博していた中、初めて他局で放映された作品である。そのため、「燃えよデブゴン」のタイトルはフジテレビに肖っているが、通し番号はついていない。その後、『デブゴンの太閤記』の邦題でビデオ発売された。

## あらすじ
元末に貧農の家の末子に生まれた朱元璋（サモ・ハン・キンポー）。政治混乱のせいで家族は食べるものも無く飢え死にしてしまった。朱元璋は、頭が皮膚病のため、ただれていて臭いも酷かった。そのため頭を掻くのが癖であった。彼は釣りの最中に皇覚寺という寺の和尚（ウー・テイシャン）と出会い、身寄りがなくなったため、その寺で厄介になることに。
しかしそこは湖北から江西の一帯を支配していた陳友諒（カーター・ワン）の支配下で、元璋は友諒の世話をしながら、武術の腕を磨いていくことになる。友諒は強欲で嫉妬深い男であり、才能のある元璋を疎んでいた。そして、皇帝の座を狙っていた友諒は、元璋が、紅巾軍の一派として挙兵した郭子興（ユエ・ファ）を師事するようになると、その嫉妬は激しくなり、彼を暗殺しようと考え始める。
元璋は、後の妻となる子興の養女の馬氏（ホワン・リン）から、友諒が子興の暗殺を企てている事を聞き、寺の坊主達と、友諒の横暴を何とかしようとする。そこへ、謎の女性（オーヤン・リンルン）が現れる。

## 出演
出演：配役（テレビ放映、原名）：日本語吹き替え声優の順に表記。
- サモ・ハン・キンポー（洪金寶）：デブゴン（朱元璋）：水島裕
- カーター・ワン（黄家達）：チェン（陳友諒）：有本欽隆
- ディーン・セキ（石天）：トンマオ：清川元夢
- ユエ・ファ（岳華）：カク将軍（郭子興）：嶋俊介
- オーヤン・リンルン（歐陽玲瓏）：ビレイ（謎の女性）：塚田恵美子
- ホワン・リン（黄玲）：レイファン（馬氏）：勝生真沙子
- ツァイ・トウ（蔡頭）：リンカイ（坊主）：屋良有作
- ウー・テイシャン（武德山）：ローウン和尚：藤本譲

## スタッフ
- 製作総指揮：カム・ヨン
- 監督：カム・ヨン
- 武術指導：チャン・サンヤット

## 特記
確認されている「デブゴン」邦題作品。なお各作品の続編性は皆無である。